# 木元拓人
木元 拓人（きもと たくと、1997年7月27日 - ）は、千葉県出身の、日本の柔道選手。階級は100kg超級。身長190cm。体重125kg。組み手は右組み。血液型はA型。組み手は右組み。得意技は大外刈。

## 経歴
柔道は5歳の時に兵庫県伊丹市の土曜柔道会で始めた。小学4年生で千葉に引越し明倫館杉崎道場に入門。八街中央中学から成田高校へ進むも、この当時全国レベルでの実績はなかった。
日本大学へ進むと、2年の時には優勝大会で3位になった。3年の時には全日本選手権の東京予選に出場して、伏兵ながら準々決勝で国士舘大学2年の飯田健太郎を大外返で破るなどして勝ち上がると、準決勝では大学の5年先輩であるJRAの原沢久喜に上四方固で敗れるも3位となり本選への出場権を獲得した。全日本選手権では初戦で元全日本チャンピオンである千葉県警の加藤博剛に巴投げで敗れた。学生体重別では3回戦で東海大学3年の太田彪雅に技ありで敗れた。4年の時には学生体重別の決勝で天理大学1年の中野寛太を小外刈で破ったのを始め、6試合全てを一本勝ちして優勝した。講道館杯では初戦で国士舘高校3年の斉藤立に払腰で敗れた。2020年2月のヨーロッパオープン・オーバーヴァルトでは決勝で世界ジュニアチャンピオンである東海大学2年の松村颯祐に反則勝ちして、シニアの国際大会初出場で初優勝を飾った。4月からは日本製鉄の所属となった。2023年の講道館杯では3位になった。2024年の講道館杯では決勝で東海大学4年の中村雄太に技ありで敗れて2位だった。グランドスラム・東京では初戦でIJF名義で出場した世界ジュニアチャンピオンであるロシアのデニス・バチャエフに反則負けを喫した。2025年4月の全日本選手権では準々決勝で旭化成の中野寛太に0－3の判定で敗れた。

## 戦績
- 2017年 -　優勝大会　3位
- 2019年 -　学生体重別　優勝
- 2020年 -　ヨーロッパオープン・オーバーヴァルト　優勝
- 2022年 -  実業団体 3位
- 2023年 -　実業個人選手権　3位
- 2023年 -　講道館杯　3位
- 2024年 -　講道館杯　2位
- 2025年 - 全日本選手権　5位

(出典、JudoInside.com)